# Târnava (rivière)
La Târnava (Küküllő en hongrois, Kokel en allemand, Keakel en dialecte saxon) est une rivière du județ d'Alba en Roumanie.

## Géographie
La Târnava est formée de la réunion de la Târnava Mare (Grande Târnava) et de la Târnava Mică (Petite Târnava) dans la ville de Blaj, à l'altitude 223 mètres. Elle mesure 28 km de longueur (249 km avec la Târnava Mare), s'écoule dans le sens est-ouest et se jette dans le Mureș à proximité de la ville de Teiuș.

## Hydrographie
La Târnava est un affluent de la rive gauche du Mureș.